# Jim Jefferies (komiek)
Geoff James Nugent (1977) is een Australisch stand-upcomedian en acteur die optreedt onder de artiestennaam Jim Jefferies (en eerder als 'Jim Jeffries').
Jefferies staat bekend om zijn verhalende manier van humor waarin zwarte humor en sekshumor een belangrijke rol spelen en hij (controversiële) onderwerpen als alcoholisme, drugsgebruik, religie, seksualiteit, en beroemdheden niet schuwt.

## Carrière
Jim Jefferies kwam in 2007 in het nieuws toen hij op het podium werd aangevallen, dit incident – inclusief videobeelden – verwerkte hij in 2008 in zijn eerste op dvd uitgebrachte show Contraband. Later werden ook andere voorstellingen van hem op dvd uitgebracht of via Netflix uitgezonden zoals I Swear to God (2009), Alcoholocaust (2010), Fully Functional (2012), Bare (2014), FreeDumb (2016).
Op de Britse televisie schoof hij aan bij shows als Never Mind the Buzzcocks, Have I Got News for You, The Heaven and Earth Show en 8 out of 10 Cats.
In 2013 en 2014 maakte hij de komische serie Legit voor televisieserie FX waarin hij diverse verhalen uit zijn shows in een sitcom-format goot. In 2017 kreeg hij zijn eigen show, The Jim Jefferies Show, op Comedy Central.

## Privéleven
Jefferies, geboren in Sydney, woonde acht jaar in Kentish Town in Londen, maar verhuisde naar Los Angeles waar hij met zijn vriendin en zoon woont.
Jefferies is atheïst en dat onderwerp komt vaak terug in zijn voorstellingen.

## Specials
- Contraband (2008)
- I Swear to God (2009)
- Alcoholocaust (2010)
- Fully Functional (2012)
- Bare (2014)
- FreeDumb (2016)
- This is me now (2018)
- Intolerant (2020)
- High & Dry (2023)

## Televisiewerk
- Legit (2013–2014)
- The Jim Jefferies Show (2017)